# Bartolomé Hidalgo
Bartolomé José Hidalgo (né à Montevideo en 1788, mort à Morón en 1822) était un écrivain et poète uruguayen du XIXe siècle.
Sa poésie est populaire. Il est considéré comme le premier poète patriote de l'Uruguay. Ses poèmes les plus connus sont Cielitos, Las Octavas Orientales et Los Tres Gauchos Orientales,.

## Œuvres
- Marcha Oriental: Himno Oriental (1811)
- Sentimientos de un patriota (1816)
- La libertad civil (1816)
- El Triunfo (1816)
- Marcha Nacional Oriental (1816)
- Epitalamio a don Francisco de Antuña (1818)
- Cielito a la Acción de Maipú (1818)
- Cielito a la venida de la expedición española (1819)
- Un gaucho de la Guardia del Monte contesta al Manifiesto de Fernando (1820)
- Cielito patriótico del gaucho Ramón Contreras (1820)
- Diálogo patriótico interesante (1821)
- Nuevo diálogo patriótico (1821)
- Al triunfo de Lima y el Callao (1821)
- Relación (1822)